# Naturrestaurering
Naturrestaurering (på engelska: ecological restoration) är återställande av natur efter mänsklig påverkan, till skillnad från naturskydd som syftar till att förebygga skador på natur och ekosystem.
Naturrestaurering kan till exempel vara att återställa natur efter gruvverksamhet som bedrivits med dagbrott, rensning av igenväxta sjöar och återställande efter krigsskador.

## EU:s naturrestaureringslag
Våren 2024 antog EU en omstridd lag för naturrestaurering i medlemsländerna. Medlemsländerna måste återställa minst 30 procent av natur och hav som är i dåligt skick senast 2030, 60 procent senast 2040 och 90 procent senast 2050. Bland annat ingår återställning av våtmarker, förändrad sammansättning av skog och fler grönområden. Syftet är att ordna en ”fortsatt och hållbar återställning av en motståndskraftig natur med biologisk mångfald”.

### Kritik
Kritiker, däribland svenska Lantbrukarnas Riksförbund, menade att genomförande av lagen riskerar att kosta skattebetalare hundratals miljarder kronor bland annat eftersom mycket stora arealer produktiv jord- och skogsbruksmark riskerar att tas ur produktion.